# Der Adler der neunten Legion
Der Adler der neunten Legion ist ein britisch-amerikanischer Historienfilm aus dem Jahr 2011, der lose auf dem gleichnamigen Roman von Rosemary Sutcliff basiert.

## Handlung

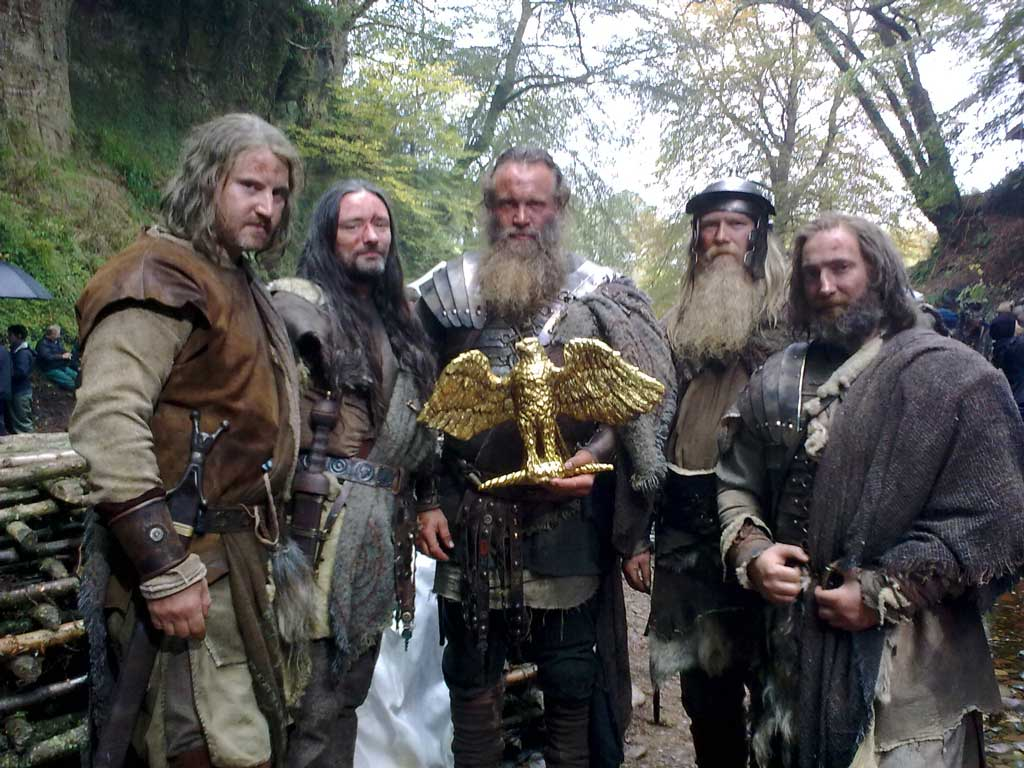
The Eagle

Nachdem die 9. Legion 20 Jahre zuvor im Norden Englands verschollen ist, beginnt Marcus Flavius Aquila, ein junger römischer Centurio und Anhänger von Mithras, seinen Dienst als Garnisonskommandant in Britannien. Unter Aquilas Vater war die Adler-Standarte der 9. Legion verlorengegangen. Markus versucht diese Schmach auszugleichen. So rettet er seine Garnison, als sie von aufständischen Briten mit sichelbewehrten Streitwagen überrannt wird. Dafür wird er für Tapferkeit ausgezeichnet, aber wegen einer schweren Bein-Wunde, die ihn lahm macht, entlassen.
Als Krüppel lebt er nun auf dem Anwesen seines Onkels in Calleva Atrebatum, das im Film in einem Sumpf liegt. Bei einem Gastmahl seines Onkels hört er von Claudius Marcellus, dem Legaten der 6. Legion, dass die Standarte der 9. Legion im hohen Norden Britanniens gesichtet wurde. Er will diese zurückzugewinnen. Vorher wird er operiert, der Arzt entfernt Splitter aus seiner Wunde, wonach er wieder laufen kann. Trotz der Warnung, dass er nördlich des Hadrianswalls im Gebiet der Pikten nicht überleben werde, reist Aquila ins nördliche Britannien, begleitet nur von seinem Leib-Sklaven Esca. Dieser ist der Sohn eines brigantischen Häuptlings und verabscheut alles, wofür Rom steht. Da Marcus ihm das Leben gerettet hatte, als er sich weigerte, im Amphitheater als Gladiator zu kämpfen, hat er jedoch geschworen, ihm zu dienen.
Nach einer Reise nach Norden treffen die beiden jenseits des Hadrianswalls auf Guern, einen Überlebenden der 9. Legion, der eine einheimische Frau geheiratet und mit ihr eine Familie gegründet hat. Er berichtet, dass die Soldaten der 9. Legion bis auf wenige Deserteure in einen Hinterhalt der Pikten gerieten und getötet wurden. Der Seehundklan nahm die Standarte an sich. Die beiden reisen weiter in den Norden, bis sie vom Seehundklan entdeckt werden, deren Krieger gefleckte graue Robbenfelle tragen und sich mit Asche weiß bemalen. Auf ihre teilweise geschorenen Köpfe haben sie Tierschädel geklebt. Esca gibt sich als der Sohn eines gefallenen brigantischen Häuptlings zu erkennen, der die Freiheit suche. Marcus bezeichnet er als seinen Sklaven. Esca erlaubt, dass Aquila wegen seines aufmüpfigen Verhaltens bestraft wird. Esca wird als Gast in das Dorf des Klans an der Atlantikküste gebracht. Der Häuptling scherzt, dass Marcus der erste Römer sei, der das Dorf des Klans mit dem Kopf auf seinen Schultern betreten habe. Eine alte Frau gibt ihm Nahrung und versorgt seine Wunden, dies ist gleichzeitig die einzige Szene im gesamten Film mit einem „Dialog“ mit einer Frau. Er wird fast von Liathan getötet, weil er es wagt, seine Schwester anzusehen, aber von Eska gerettet. Da Markus kein Wort Piktisch versteht (im Film sprechen die Schauspieler freilich modernes Gälisch), versteht er nicht, was vor sich geht.
Bei einem Initiationsritual der Pikten, das Marcus heimlich beobachtet, wird die erbeutete Adler-Standarte verwendet. Während die Krieger anschließend betrunken schlafen, weckt Esca Aquila. Die beide stehlen den Adler, werden aber dabei von dem Häuptling des Stammes, der eine Hirschmaske trägt, entdeckt. Im Kampf erkennt Aquila den Ring seines Vaters an dessen Hand. Der Häuptling behauptet, Aquilas Vater erschlagen zu haben, obwohl dieser um sein Leben flehte, aber Markus versteht ihn nicht. Aquila tötet den Häuptling, nimmt ihn den Ring und flüchtet mit Esca nach Süden; ihre Pferde stehen passenderweise bereits gesattelt bereit. Sie werden von Liathans Sohn beobachtet, mit dem sich Eska angefreundet hatte. Markus will den Jungen töten, aber Eska hindert ihn daran, und das Kind verspricht, sie nicht zu verraten. Als die Seehund-Krieger erwachen, verfolgen sie die Flüchtlinge unter Führung Liathans zu Fuß mit ihren Jagdhunden, bewaffnet mit hölzernen Speeren und Steinbeilen.
Eine Beinwunde behindert Aquila bei der Flucht. Eskas Pferd verendet. Nur knapp entkommen die beiden unter Eskas Führung über einen Fluss, nachdem sie auch das andere Pferd aufgegeben haben, und verstecken sich im Steilufer des Flusses. Aquila weist Esca an, die Standarte ins römische Territorium zu bringen. Doch dieser weigert sich, Marcus zu verlassen, außer wenn dieser ihn von seinem Eid entbindet. Danach sucht Eska nach Hilfe, lässt die Standarte aber bei Marcus, der inzwischen Wundfieber hat. Kurz bevor die Krieger des Seehundklans ihn finden, kommt ihm Eska mit den betagten Überlebenden der 9. Legion zur Hilfe. Diese tragen römische Rüstungen, Helme und Schilde. Der Deserteur Guern erzählt Aquila, dass dessen Vater mit dem Adler in der Hand kämpfend gefallen sei. Die Legionäre, die bereits vorher geflohen waren, wollen die Schande der Desertion tilgen und unterstellen sich dem Befehl Aquilas, der inzwischen geheilt ist, um gegen den Seehundklan zu kämpfen. Liathan schneidet seinen Sohn vor den Augen Eskas mit einem Steinbeil die Kehle durch, weil er ihn verraten hat. In dem Gefecht unterliegen die Pikten knapp, aber auch auf Seiten der Römer überleben nur wenige. Marcus bekämpft Liathan mit einem Langschwert, das er bisher geschickt verborgen hatte und ertränkt ihn schließlich.
Die Leichname der römischen Gefallenen werden aus dem Fluss geborgen und Guern feierlich auf einem Scheiterhaufen verbrannt, mit keltischer Musik im Hintergrund. Marcus legt seine hölzerne Adlerfigur, Eska den Dolch auf den Scheiterhaufen. Aquila und Esca kehren ins römische Territorium zurück, um in einer nicht identifizierten Stadt den Adler einem römischen Senator zu übergeben, der wohl zu Besuch hier weilt. Dieser erwägt, dass Rom eine neue 9. Legion aufstellen und vielleicht Aquila unterstellen könne. Doch Aquila verzichtet. Beim Verlassen des Gebäudes fragt Esca, was sie als Nächstes tun sollen. Aquila überlässt ihm die Entscheidung.

## Kritik
„Im Kern jedoch beschreibt Regisseur Macdonald eine Reise ins Herz der Finsternis, in diesem Fall ins eigene Ich. Es geht um Herren und Diener, um Leben und Leben lassen, um das Unterwerfen von Völkern und deren Recht auf Selbstbestimmung. Besonders gut gefällt in diesem Zusammenhang das realistische Setting, der korrekte Look, der nie kulissenhaft anmutet.“

„Auch im Actionkino kommt es immer noch viel auf Gesichter an. Und an diesem Punkt beginnt Macdonalds Adaption, die bei der Vorstellung ihres Helden alles richtig gemacht hat, unvermutet zu schwächeln. […] zwischen Channing Tatum und Jamie Bell springt der Funke nicht über, […] Was der Film in den Kampfszenen verspricht, kann er als Erzählung nicht halten – sein Blick auf die Antike ist von zu viel Abgeschautem, Nachgemachtem, Vorgefertigtem getrübt.“

„Macdonald […] rückt die moralische Seite des römischen Imperialismus in den Vordergrund und zeigt, wie Ignoranz und Unwissenheit den Graben zwischen den Kulturen vertiefen. Doch auch wenn man diese politischen Implikationen ausblendet, ist Macdonald ein höllisch spannender Film gelungen, der mit grandiosen Bildern begeistert und die Traditionen des Sandalenfilms gekonnt modernisiert. Fazit: Ungewöhnlicher Sandalenfilm, der das Abenteuer um eine versprengte römische Legion in eine moderne Westernallegorie umdeutet.“

„Trotz der angeschnittenen Themen und der vielen Bezüge […] ist der Film aber vor allem ein actionbetontes AdventureMovie mit perfekt inszenierten Schlachtszenen, packenden Verfolgungsjagden (die, welch schöner Anachronismus, zu Fuß absolviert werden) und einer ganz eigenen Vision. Kameramann Anthony Dod Mantle hat das abgeschottete, menschenleere, fast farblose Hochland mit beklemmendem Realismus eingefangen.“

„Solide inszenierter, vorzüglich fotografierter Abenteuerfilm nach einem historischen Roman, bei dem freilich der ebenso naive wie überdeutliche Umgang mit der Konfrontation von imperialistisch-‘zivilisierter’ Hochkultur und ‘barbarischem’ Fremden unangenehm aufstößt.“

## Drehorte und Ausstattung

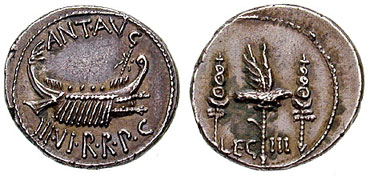
Römische Münze mit der Darstellung eines Legionsadlers

Der Film wurde vor allem am Velencer See in Ungarn gedreht. Ungarn gewährt Filmproduzenten erhebliche Steuervorteile. Das Dorf der Seehundleute wurde in Meall an Fheadain bei Polbain, westlich von Achiltibuie (Coigach Halbinsel) erbaut.
Der Film hatte mit Lindsay Allason-Jones, Direktorin des Zentrums für Interdisziplinäre Artefaktstudien und Dozent für römische materielle Kultur an der Universität Newcastle eine Archäologin als Berater. Sie war aber nie am Set und konnte nicht verhindern, dass zahlreiche Anachronismen bestehen blieben, wie Steigbügel, modernes Pferdegeschirr und eine Fibel aus dem 4. Jahrhundert n. Chr. Kaledonien wird kahl gezeigt, es war in der Römerzeit jedoch dicht bewaldet. Auch die Verwendung einer Schildkröten- an Stelle einer Keilformation in der Schlachtszene bezeichnet sie als Fehler. Die Darstellung des Robbenklans bezeichnet Allason-Jones höflich als „anthropologisch“, ihre Bewaffnung mit steinzeitlichen Waffen diskutiert sie nicht.
Angeblich basiert die Adlerstandarte im Film auf dem 1866 gemachten Fund eines römischen Bronze-Adlers in Calleva Atebratum. Es sind keine eindeutigen Legionsadler überliefert.
Im englischen Original haben die Römer einen US-amerikanischen, die Briten einen englischen Akzent, während die Pikten modernes gälisch sprechen.

## Sonstiges
Ebenfalls Bezug auf die neunte Legion nehmen die Filme Centurion aus dem Jahr 2010 und Die letzte Legion aus dem Jahr 2007.

## Veröffentlichung
Der Film startete am 9. Februar 2011 in Kasachstan und hatte seinen US-Kinostart am 11. Februar, der deutsche Kinostart erfolgte am 3. März 2011.
Bei einem Budget von 25 Mio. US-Dollar erzielte der Film weltweite Einnahmen von 27,1 Mio. US-Dollar, davon 19,5 Mio. US-Dollar in den Vereinigten Staaten (Stand: 24. August 2011).